# غابرييل بيريرا (لاعب كرة قدم مواليد 1997)
غابرييل بيريرا هو لاعب كرة قدم برازيلي في مركز الهجوم، ولد في 13 أبريل 1997 في كامبو غراندي في البرازيل. لعب مع نادي فلومينينسي.